# سوق البخارية

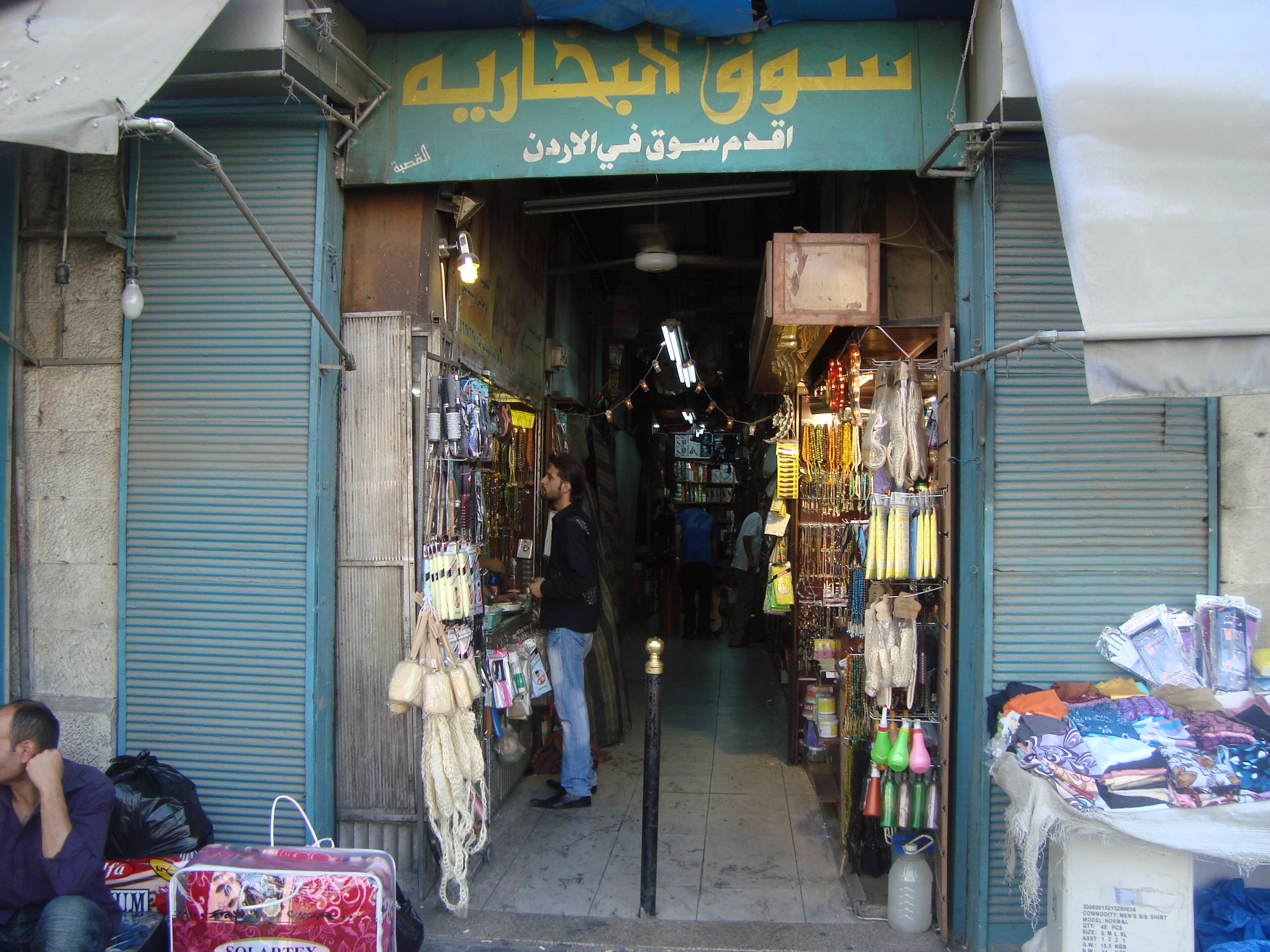
سوق البخارية في وسط البلد، عمّان -2010

سوق البخارية سوق قديم يقع في منطقة وسط البلد في العاصمة الأردنية عمان، مقابل ساحة المسجد الحسيني الكبير؛ وسمي بهذا الاسم نسبة إلى تجار هاجروا إلى الأردن من مدينة بخارى من أوزبكستان، بحثاً عن الأمان في الدول الإسلامية.
يشتهر سوق البخارية بأنه السوق الأول في عمان، حيث تجد فيه أصناف البضائع التقليدية والتحف الشرقية والإكسسوارات والعطور والكلف والخيوط والمجوهرات التقليدية.
في شهر آب 2009، تعرّض السوق لحريق كبير، بسبب تماسٍ كهربائي، تسبب بخسائر مالية قدّرت بحوالي 4 ملايين دينار أردني.

## بداية القصة
تروي الحكايات القديمة أن شيخاً من بخارى كان قد قدم إلى مدينة عمان كغيره من التجار الذين كانوا يسلكون طريق الحج التجاري المؤدي إلى الجزيرة العربية، وكان هذا الشيخ قد مرّ بمدينة عمّان قادماً من بلاده أوزبكستان، وفيما أصبحت المدينة الجديدة دار إقامة له، فسكن فيها وتوطّن، وجعل مدينة عمان أحب الأماكن إلى قلبه.
كان أول ما قام به الشيخ كمال الدين البخاري لدى قدومه إلى المدينة أن أسس «سوق البخارية» القديم، وذلك في الساحة الشرقية للمسجد الحسيني سنة 1934 ميلادية. وبقي السوق في موقعه إلى أن شبّ حريقٌ في السوق؛ وبعدها نقل السوق إلى عمارة فوزي المفتي في شارع الملك طلال مقابل المسجد الحسيني. (وذلك وفق المصادر الخاصة بجريدة الرأي- راجع الموقع)
كانت عمارة فوزي المفتي قديماً عبارة عن خان قديم تستريح فيه القوافل التي تحمل بضائع التجار الذين كانوا يمرون بمدينة عمان، من الجزيرة العربية إلى بلاد الشام وبالعكس، حيث أن مدينة عمان كانت من أهم المحطات على هذا الطريق.

## متعة التسوق في سوق البخارية
عندما يدخل الزائر سوق البخارية فإنه يشاهد التمازج الحضاري بين كل ما هو قديم وحديث. فهناك واجهات المحلات المزينة بالبضائع الجميلة المتنوعة من التحف الخزفية إلى المنسوجات القديمة والمطرزة والمسابح، والتحف الفنية النادرة ومنتجات الأخشاب والخيزران والصلصال التي تصنع منها الأدوات المنزلية القديمة بالإضافة إلى أدوات الموسيقى مثل الربابة والعود والدف؛ وهناك الكثير من البضائع المنتجة الحديثة والتي تنتج بلمسات حرفية رائعة يخيّل فيها للزائر وكأنها تحف أثرية قديمة.
كما تتوزع المحلات التجارية والبالغ عددها (23) محلاً حسب نوعية البضائع التي تقوم ببيعها. ويمكن تصنيفها إلى محال لبيع أدوات ومستلزمات الحلاقين، وأدوات ومستلزمات الخياطة والتطريز، ومستلزمات مشاغل الخياطة والكلف، وهناك محال لبيع الإكسسوارات والمنسوجات والعطارة، ومحال لبيع العطور والبخورات.
من أهم المميزات التي تميز سوق البخارية باقي الأسواق في مدينة عمان، أنه يحتوي على بضائع لا تتوافر إلا في هذا السوق. كما يتميّز أيضاً بعلاقات الجيرة المميزة بين أصحاب هذه المحال، حيث أنهم ورثوها عن آبائهم وأجدادهم.

## ذكريات سوق البخارية
من أهم الذكريات التي يرويها تجار سوق البخارية، أن السوق كان محاط بالبساتين الخضراء الجميلة، والتي كانت تنتشر على طول جنبات سيل عمان، حيث أن الماء كان يجري فيه بغزارة ودون انقطاع، وكانت عيون الماء تنبع من وادي عبدون وفي منطقة رأس العين الذي سميت المنطقة باسمها، كما كانت هناك عيون الماء بقرب سبيل الحوريات.
ويتذكر التجار أيضاً الزيارات المتكررة التي كان يقوم بها الملك المؤسس عبد الله الأول بن الحسين، وكذلك الملك طلال بن عبد الله والملك الحسين بن طلال، وهؤلاء يزورون سوق البخارية ويتفقدون أحوال الناس وكثير من التجار في كثير من المناسبات. وكانت الاحتفالات الوطنية تقام فيه بصورة عفوية ويؤدى فيه الرقصات الشعبية والفلكلورية.
كما يذكر التجار أن أعمدة المصابيح قديماً كانت تضاء باستخدام مادة الرماد المبللة بالكاز، وكانت تُضيء شارع الملك طلال والذي يمتد من باب قصر رغدان إلى أن يصل ساحة المسجد الحسيني.